# OWT-67
OWT-67 – system budownictwa oparty na prefabrykatach w postaci płyt betonowych popularnie nazywany wielką płytą. Powstał w 1967 r. (stąd nazwa). Płyty elewacyjne zbudowane są z dwóch warstw żelbetu oddzielonych warstwą izolacyjną (najczęściej styropianem). System składa się z modułów, gdzie największy ma powierzchnię 540 × 480 cm. Obrysem każdego modułu są ściany nośne o grubości 14 cm, co uniemożliwia budowanie pomieszczeń większych niż największy moduł. Stropy grubości również 14 cm opierają się na trzech ścianach nośnych.
W tym systemie budowano budynki 5- i 11-kondygnacyjne. Jest to jeden z najpopularniejszych systemów budownictwa w Polsce. Obecnie nie buduje się tym systemem, chociażby ze względu na niespełnianie obowiązujących norm termicznych.

## Siatka projektowa
- 540 × 540 cm
- 540 × 480 cm
- 480 × 270 cm

## Wysokość kondygnacji (brutto)
- nadziemna: 270 cm
- podziemna: 250 cm